# مشاور امنیت ملی (آمریکا)
دستیار رئیس‌جمهور در امور امنیت ملی، که معمولاً به آن مشاور امنیت ملی می‌گویند، مقامی ارشد در دفتر اجرایی رئیس‌جمهور است که به عنوان مشاور اصلی رئیس‌جمهور ایالات متحده آمریکا در زمینهٔ مسایل امنیت ملی فعالیت می‌کند. این فرد در جلسات شورای ملی امنیت ایالات متحده آمریکا هم شرکت می‌کند و ریاست کمیته سران این شورا را که وزیر دفاع و وزیر امور خارجه معمولاً در آن شرکت می‌کنند بر عهده دارد. دفتر مشاور امنیت ملی در بال غربی کاخ سفید واقع شده‌است.

## فهرست مشاوران امنیت ملی
| #    | تصویر | نام                     | دوره مسئولیت    | دوره مسئولیت    | مشغول به کار در دوره رئیس‌جمهور: |
| #    | تصویر | نام                     | شروع            | پایان           | مشغول به کار در دوره رئیس‌جمهور: |
| ---- | ----- | ----------------------- | --------------- | --------------- | ------------------------------- |
| ۱    |       | رابرت کاتلر             | ۲۳ مارس ۱۹۵۳    | ۲ آوریل ۱۹۵۵    | دوایت آیزنهاور                  |
| ۲    |       | دیلون اندرسن            | ۲ آوریل ۱۹۵۵    | ۱ سپتامبر ۱۹۵۶  | دوایت آیزنهاور                  |
| ۳    |       | ویلیام هاردینگ جکسون    | ۱ سپتامبر ۱۹۵۶  | ۷ ژانویه ۱۹۵۷   | دوایت آیزنهاور                  |
| ۴    |       | رابرت کاتلر             | ۷ ژانویه ۱۹۵۷   | ۲۴ ژوئن ۱۹۵۸    | دوایت آیزنهاور                  |
| ۵    |       | کوردون گری              | ۲۴ ژوئن ۱۹۵۸    | ۱۳ ژانویه ۱۹۶۱  | دوایت آیزنهاور                  |
| ۶    |       | مک‌جورج باندی            | ۲۰ ژانویه ۱۹۶۱  | ۲۸ فوریه ۱۹۶۶   | جان اف. کندی، لیندون بی. جانسون |
| ۷    |       | والت وایتمن رستو        | ۱ آوریل ۱۹۶۶    | ۲۰ ژانویه ۱۹۶۹  | لیندون بی. جانسون               |
| ۸    |       | هنری کسینجر             | ۲۰ ژانویه ۱۹۶۹  | ۳ نوامبر ۱۹۷۵   | ریچارد نیکسون، جرالد فورد       |
| ۹    |       | برنت اسکاوکرافت         | ۳ نوامبر ۱۹۷۵   | ۲۰ ژانویه ۱۹۷۷  | جرالد فورد                      |
| ۱۰   |       | زیبیگنیو برژینسکی       | ۲۰ ژانویه ۱۹۷۷  | ۲۱ ژانویه ۱۹۸۱  | جیمی کارتر                      |
| ۱۱   |       | ریچارد آلن              | ۲۱ ژانویه ۱۹۸۱  | ۴ ژانویه ۱۹۸۲   | رونالد ریگان                    |
| ۱۲   |       | ویلیام پی. کلارک        | ۴ ژانویه ۱۹۸۲   | ۱۷ اکتبر ۱۹۸۳   | رونالد ریگان                    |
| ۱۳   |       | رابرت مک فارلین         | ۱۷ اکتبر ۱۹۸۳   | ۴ دسامبر ۱۹۸۵   | رونالد ریگان                    |
| ۱۴   |       | جان پویندکستر           | ۴ دسامبر ۱۹۸۵   | ۲۵ نوامبر ۱۹۸۶  | رونالد ریگان                    |
| ۱۵   |       | فرانک کارلوچی           | ۲ دسامبر ۱۹۸۶   | ۲۳ نوامبر ۱۹۸۷  | رونالد ریگان                    |
| ۱۶   |       | کالین پاول              | ۲۳ نوامبر ۱۹۸۷  | ۲۰ ژانویه ۱۹۸۹  | رونالد ریگان                    |
| ۱۷   |       | برنت اسکاوکرافت         | ۲۰ ژانویه ۱۹۸۹  | ۲۰ ژانویه ۱۹۹۳  | جرج هربرت واکر بوش              |
| ۱۸   |       | آنتونی لیک              | ۲۰ ژانویه ۱۹۹۳  | ۱۴ مارس ۱۹۹۷    | بیل کلینتون                     |
| ۱۹   |       | سندی برگر               | ۱۴ مارس ۱۹۹۷    | ۲۰ ژانویه ۲۰۰۱  | بیل کلینتون                     |
| ۲۰   |       | کاندولیزا رایس          | ۲۲ ژانویه ۲۰۰۱  | ۲۵ ژانویه ۲۰۰۵  | جرج دبلیو بوش                   |
| ۲۱   |       | استیون هادلی            | ۲۶ ژانویه ۲۰۰۵  | ۲۰ ژانویه ۲۰۰۹  | جرج دبلیو بوش                   |
| ۲۲   |       | جیمز جونز               | ۲۰ ژانویه ۲۰۰۹  | ۸ اکتبر ۲۰۱۰    | باراک اوباما                    |
| ۲۳   |       | تام دانیلون             | ۸ اکتبر ۲۰۱۰    | ۱ ژوئیه ۲۰۱۳    | باراک اوباما                    |
| ۲۴   |       | سوزان رایس              | ۱ ژوئیه ۲۰۱۳    | ۲۰ ژانویه ۲۰۲۱  | باراک اوباما                    |
| ۲۵   |       | مایکل تی. فلین (۱۹۵۸–)  | ۲۰ ژانویه ۲۰۱۷  | ۱۳ فوریه ۲۰۱۷   | دونالد ترامپ                    |
| موقت |       | کیت کیلاگ (۱۹۴۴–)       | ۱۳ فوریه ۲۰۱۷   | ۲۰ فوریه ۲۰۱۷   | دونالد ترامپ                    |
| ۲۶   |       | ایچ. آر. مک‌مستر (۱۹۶۲–) | ۲۰ فوریه ۲۰۱۷   | ۹ آوریل ۲۰۱۸    | دونالد ترامپ                    |
| ۲۷   |       | جان آر. بولتون (۱۹۴۸–)  | ۹ آوریل ۲۰۱۸    | ۱۰ سپتامبر ۲۰۱۹ | دونالد ترامپ                    |
| موقت |       | چارلز کوپرمن            | ۱۰سپتامبر ۲۰۱۹  | ۱۸ سپتامبر ۲۰۱۹ | دونالد ترامپ                    |
| ۲۸   |       | رابرت سی. اوبراین       | ۱۸ سپتامبر ۲۰۱۹ | ۲۰ ژانویه ۲۰۲۱  | دونالد ترامپ                    |
| ۲۹   |       | جیک سالیوان             | ۲۰ ژانویه ۲۰۲۱  | ۲۰ ژانویه ۲۰۲۵  | جو بایدن                        |